# Žacléř (nádraží)
Žacléř je dopravna D3, která se nachází severně od centra města Žacléř v okrese Trutnov. Jedná se o koncovou dopravnu, která leží v km 5,032 železniční trati Královec–Žacléř, sousední dopravnou jsou Lampertice.

## Historie
Nádraží v Žacléři – tehdy nazvaném německy Schatzlar – bylo zprovozněno 5. října 1882 současně s otevřením trati z Královce do Žacléře. Dopravna přestala sloužit pravidelné dopravě 1. prosince 2012, kdy byl zastaven provoz pravidelných osobních vlaků do Žacléře.

## Popis dopravny
V dopravně je pouze jedna dopravní kolej č. 1 o délce 61 m. Ostatní koleje již byly sneseny, k jejich odstranění došlo již před rokem 2000. Dopravna začíná ve směru od Královce lichoběžníkovou tabulkou v km 4,650, končí zarážedlem v km 5,084 (jde i o konec trati).
V dopravně je u koleje č. 1 panelové nástupiště, má délku 16 m a výšku nástupní hrany 300 mm nad temenem kolejnice.
V dopravně není možné křižování, předjíždění nebo dostižení vlaků, slouží jen pro řízení jízd následných vlaků.